# Linognathoides laeviusculus
Linognathoides laeviusculus – gatunek wszy z rodziny Polyplacidae. Powoduje wszawicę. Pasożytuje na gryzoniach z rodziny wiewiórkowatych takich jak: Ammospermophilus leucurus, Spermophilus beecheyi, suseł arktyczny (Spermophilus parryii), Spermophilus beldingi, suseł moręgowany (Spermophilus citellus), Spermophilus columbianus, Spermophilus dauricus, Spermophilus erythrogenys, Spermophilus franklinii, Spermophilus fulvus, Spermophilus lateralis, Spermophilus major, Spermophilus pygmaeus, Spermophilus richardsonii, suseł perełkowany (Spermophilus suslicus), Spermophilus townsendii, suseł lamparci (Spermophilus tridecemlineatus), suseł północny (Spermophilus undulatus), Spermophilus variegatus, Spermophilus washingtoni.
Samica wielkości 1,6-1,7 mm, samiec mniejszy osiąga wielkość 1,1-1,3. U samców pierwszy segment anteny dłuższy niż u samic. Wszy te mają ciało silnie spłaszczone grzbietowo-brzusznie. Samica składa jaja zwane gnidami, które są mocowane specjalnym "cementem" u nasady włosa. Rozwój osobniczy trwa po wykluciu się z jaja około 14 dni. Występuje na terenie Rosji.